# Marquesado de Casa Calderón
El Marquesado de Casa Calderón fue un título nobiliario español creado por el rey Felipe V el 21 de enero de 1734 con el vizcondado previo de Santibáñez en favor de Ángel Ventura Calderón y Ceballos, vecino de Lima.
En 1822, siguiendo un decreto del año anterior que validaba los títulos de Castilla como nacionales, el gobierno independiente del Perú reconoció al marquesado como título peruano.
El 2 de septiembre de 1872 el rey Amadeo I rehabilitó el mismo título a Francisco José Álvarez-Calderón Kessel, primo lejano del último titular de la primera creación. En 1963 un tribunal español determinó que la concesión de 1872 fue una rehabilitación.
El título está vacante desde la muerte de la última titular.

## Marqueses de Casa Calderón
|                           | Titular                                           | Periodo             |
| Creado por Felipe V       | Creado por Felipe V                               | Creado por Felipe V |
| ------------------------- | ------------------------------------------------- | ------------------- |
| I                         | Ángel Ventura Calderón (de la Barca) y Ceballos   | 1734 - 1775         |
| II                        | Juana Manuela Calderón de la Barca y Badillo      | 1775 - 1793         |
| III                       | Gaspar Ceballos y Calderón de la Barca            | 1793 - 1820         |
| Rehabilitado por Amadeo I |                                                   |                     |
| I                         | Francisco José Álvarez-Calderón y Kessel          | 1872 - 1880         |
| II                        | Emilio Ricardo Álvarez-Calderón y Flores-Chinarro | 1898 - 1901         |
| III                       | Andrés Ricardo Álvarez-Calderón y Swayne          | 1902 - 1918         |
| IV                        | José Ramiro Álvarez-Calderón y Swayne             | 1919 - 1940         |
| V                         | María del Pilar Álvarez-Calderón y Swayne         | 1942 - 1985         |

## Historia de los marqueses de Casa Calderón
- I: Ángel Ventura Calderón (de la Barca) y Ceballos (Santander, 1701 - Madrid, 1775), regente del Tribunal de Cuentas de Lima.

1. Casó con Teresa Badillo y Monrreal, hija del mariscal de campo Gerónimo Badillo y Francisca Cruciat. Le sucedió su hija:

- II: Juana Manuela Calderón de la Barca y Badillo (Panamá, 1727 - Lima, 1809).

1. Casó con Gaspar Fausto Ceballos Gutiérrez. Le sucedió su hijo:

- III: Gaspar Antonio Ceballos y Calderón de la Barca (Lima, -1820), alcalde del crimen de la Audiencia de Lima, consejero de Su Majestad, alcalde de Lima (1797, 1807, 1808 y 1809) y rector de la Universidad de San Marcos (1809-1813).

1. Casó 1791 con Rosa María de Encalada y Ceballos, hija del conde de la Dehesa de Velayos y la condesa de Santa Ana.

- IV (título del Perú): Juan Félix de Ceballos y Encalada (Lima, 1795-)

1. Casó en 1860 con Dominga Alvarado Condorcuso. Con descendencia ilegítima.

El título fue suprimido por real orden el 3 de septiembre de 1858.

### Rehabilitación
- V: Francisco José Álvarez-Calderón y Késsel (Cuba, 1803 - , 1880).
- VI: Emilio Ricardo Álvarez-Calderón y Flores-Chinarro (Huancayo, 1853 - Lima, 1901).

1. Casó en 1878 con Augusta Swayne y Mariátegui. Le sucedió su hijo:

- VII: Andrés Ricardo Álvarez-Calderón y Swayne (Panamá, 1853 - Lima, 1901).
- VIII: José Ramiro Álvarez-Calderón y Swayne (Panamá, 1894 - Lima, 1940).
- IX: María del Pilar Álvarez-Calderón y Swayne (Lima, 1985).

## Sucesión
En 1961, se presentó una demanda ante un juzgado de Madrid contra la entonces poseedora del título, María del Pilar Álvarez-Calderón y Swayne, sobre sus derechos genealógicos a él. El juzgado desestimó la demanda, pero en 1963 se inició un proceso para determinar si el título había sido una rehabilitación o una segunda creación. Finalmente, se determinó como "rehabilitado" el marquesado basándose en el decreto de concesión emitido por Amadeo I en 1872: "Ya sabéis que por decreto de 17 de junio último, refrendado por el ministro de Gracia y Justicia interino D. Álvaro Gil Sanz, teniendo en consideración los gratuitos y eminentes servicios prestados por ustedes en pro de la integridad de aquella preciosa Antilla, en atención a que vuestro pariente colateral D. Ángel Ventura Calderón y Ceballos obtuvo merced del título del Reino con la denominación de Marqués de Casa Calderón que se haya ya caducado y queriendo darós una distinguida prueba de mi real aprecio, tuve a bien hacerós merced de la misma dignidad de Marqués de Casa Calderón, para vos y vuestros hijos y sucesores legítimos". 
En 1987 el título fue solicitado por Pilar Álvarez-Calderón, Alberto Jorge Álvarez-Calderón, Ricardo Álvarez-Calderón Pro y Félix Ramos de la Sierra. 
En 1993 el Consejo de Estado reconoció la nulidad del acto de sucesión de la última titular, Pilar Álvarez-Calderón y Swayne, y el Ministerio de Justicia archivó los expedientes de pedido de sucesión de Pilar Álvarez-Calderón Bischoffshausen y Alberto Jorge Álvarez-Calderón Wells. Asimismo, reconoció el mejor derecho al marquesado de Fernando de Artacho Pérez Perrier, aunque declaró que estaba caducado y que para su rehabilitación no podía beneficiarse de los méritos de la rehabilitación de 1872.